# Antoine de Montchrestien
Antoine de Montchrestien (o Montchrétien) (1575 - 7 u 8 de octubre de 1621) fue un soldado, dramaturgo, aventurero y economista francés.

## Biografía
Montchrestien nació en Falaise, Normandía. Hijo de un boticario llamado Mauchrestien y huérfano a una edad temprana, Montchrestien quedó bajo la protección de François Thésart, barón de Tournebu y de Essarts, y devino en ayuda de cámara de los hijos de Thésart (permitiéndole participar en sus estudios); él más tarde (1618) se casaría con Suzanne, hija de Thésart.  Más adelante también sería favorecido por Henri II de Bourbon, príncipe de Condé.
Montchrestien inicialmente persiguió una carrera literaria (inspirado en François de MalherbeFrançois de Malherbe): en 1595 publicó su primera tragedia, Sophonisbe o La Carthaginoise. En 1601,  publicó cinco obras más: las tragedias L'Ecossaise (sobre Mary Stuart), Les Lacènes, David ou l'Adultère, Aman, y el pastoral La Bergerie.  En 1604,  añadió su tragedia Hector (la cual puede no haber sido representada).
Montchrestien estuvo implicado en varios duelos (ilegales en Francia desde 1602); en 1603 fue herido de gravedad; en 1604 o 1605 mató a su adversario y fue forzado a huir hacia Inglaterra temporalmente para evitar procesamiento real, pero probablemente por influencia de Jaime I, a quien dedicó su tragedia, L'Ecossaise,  le fue permitido regresar a Francia, y se estableció en Auxonne-sur-Loire, donde instaló una fundición de acero.

Es imposible hacer la guerra sin hombres, mantener a los hombres sin soldada, proveer la soldada sin tributos, imponer los tributos sin comercio. Por esto el ejercicio del comercio, que forma gran parte de la acción política, se ha practicado siempre entre los pueblos que han estado florecientes de gloria y de poder, y en la actualidad más diligentemente que nunca por los que persiguen su fuerza y grandeza. Es también el medio más corto de enriquecerse y, por medio de la riqueza, subir al pináculo del honor y de la autoridad.
A. de Montchrestien: Tratado de Economía Política (1616)

En 1615 publicó Traicté de l'économie politique (tratado de la economía política), basado principalmente en los trabajos de Jean Bodin. En la historia de pensamiento económico,  es el primer uso de 'economía política' en el título de un trabajo que se proclama un tratado. Allí se desafía la posición de Aristóteles en la independencia de la política de otras actividades sociales, incluyendo las actividades económicas. También desarrolló algunos elementos importantes del subsecuente pensamiento mercantilista, como el valor de uso de trabajo productivo y la adquisición de riqueza para promover la estabilidad política. En ese tiempo, Montchrestien estuvo favorecido con varias posiciones oficiales (incluyendo gobernador de Châtillon-sur-Loire en 1617) lo que era financieramente ventajoso, tomó el título de "barón" y se casó.
En 1620 Montchrestien se unió la rebelión de los Hugonotes (no hay ninguna evidencia de que compartiera las opiniones religiosas del partido para el qué  luchó;  anteriormente había pertenecido al partido moderado que se había reunido alrededor de Henry IV) y estuvo forzado a luchar contra su anterior protector el príncipe de Condé.  Incapaz de mantener dominio de la ciudad de Sancerre, Montchrestien regresó a Normandía para intentar un levantamiento de tropas, pero en la noche del 7 de octubre de 1621,  fue descubierto en una posada en Les Tourailles, cerca de Falaise, y fue asesinado.  Póstumamente, el cuerpo de Montchrestien, fue puesto en la rueda y quemado para lèse-majesté.

## El teatro de Montchrestien
Junto con Robert Garnier y Alexandre Hardy, Montchrestien es uno de los fundadores del drama francés del siglo XVII.
Las tragedias de Montchrestien son "regulares";  son en cinco actos, en verso y utilizar un coro; las batallas y los acontecimientos impresionantes ocurren fuera del escenario y son informados por mensajeros.  Su estilo muestra una atención al detalle (él reescribía sus versos extensamente), y evita tanto la pedantería como la sintaxis intrincada (a diferencia de Alexandre Hardy).  Le gustaban los lamentos, el uso de esticomtia y líneas gnómicas o sentenciosas (a menudo indicados en sus obras publicadas por el uso de marcas marginales).
Las obras de Montchrestien han sido frecuentemente criticadas por ser demasiado cercanas al Renacimiento o la Tragedia de Séneca en su carencia de acción dramática y su concentración en patetismos y lamento, y también por sus inconsistencias dramáticas.  En L'Ecossaise, Elizabeth primero perdona a Mary, Reina de Escocia, y no se da ninguna explicación sobre el cambio que lleva a su ejecución.  En Hector, los primeros dos actos tienen a Andrómaca, Príamo y Hécuba intentando convencer a Hector para evitar la lucha; en el tercer acto Hector se apresura a la batalla sin una palabra para ayudar sus tropas vacilantes; el cuarto acto tiene a los residentes de Troya creyendo que Hector ha ganado la batalla; el acto final revela la muerte de Hector y la obra termina en lamentación.
A pesar de esta carencia de acción,  hay un gran debate de ideas en esta obra (¿es mejor perseguir la gloria o mantenerse prudente?  Si la prudencia es fuente de burlas, ¿eso afecta la reputación? ¿Es el deber hacia los padres y el rey superior al deber del propio honor? ¿Es la virtud visible sólo a través de acción?) Eso prefigura los debates dramáticos y culto al heroísmo de Pierre Corneille (Horacio, El Cid) y las mujeres emocionales de las obras de Montchrestien (tocadas por sueños y malos agüeros) también reflejan los caracteres femeninos trágicos de Corneille.
La obra Aman ha sido comparada no demasiado desfavorablemente con Esther de Jean Racine y la aversión de Haman hacia Mordecai está expresada con más vigor que en la obra de Racine.
Poeta, economista, maestro herrero y soldado, Montchrétien representa la actividad multilateral de un tiempo antes de que la literatura devenga en profesión, y antes de que su jurisdicción sea restringida en Francia a temas educados.*

## Obra
- Montchrestien, Antoine de, 1615.  Traicté de l'oeconomie politique. F. Billacois, ed., 1999, previsualización de la edición crítica.